# Anne-Marie Martel
Anne-Marie Martel (11. srpna 1644 Le Puy-en-Velay – 15. ledna 1673 tamtéž) byla francouzská římskokatolická laička a zakladatelka kongregace Sester od Dítěte Ježíše.

## Život
Narodila se 11. srpna 1644 v Le Puy-en-Velay jako dcera soudce.
Anne-Marie byla silně ovlivněna kněžími ze Saint-Sulpice, kteří založili seminář v Le Puy a měli na starosti farní kostel Saint-Georges, dnes kapli Grand-Séminaire du Puy. Roku 1666 ji její zpovědník pozval, aby sloužila ženám v nouzi. Navštěvovala nemocné ženy v nemocnici Aiguilhe a učila je o Bohu a křesťanském životě. O rok později byla požádána, aby učila katechismus děti na ulici. Spolu se svou společnicí Catherine Felix učila děti a mládež v okrese Saint Laurent a poté v okrese St Jean, kde působilo mnoho krajkářek. K Anne-Marie se přidaly další ženy, včetně krajkářek, které učily. Založily komunitu pro výchovu mládeže, která se později stala známou jako kongregace Sester od Dítěte Ježíše.
Zemřela 15. ledna 1673 vyčerpaná nemocí.

## Proces svatořečení
Proces byl zahájen 30. listopadu 2006 v diecézi Le Puy-en-Velay.